# Guy Benjamin
Guy Benjamin é um ex-jogador profissional de futebol americano estadunidense.

## Carreira
Guy Benjamin foi campeão da temporada de 1981 da National Football League jogando pelo San Francisco 49ers.